# Virginia Pérez Alonso
Virginia Pérez Alonso (Barcelona, 6 de octubre de 1972) es una periodista española, que ha ocupado puestos de máxima responsabilidad en varios de los principales medios de comunicación españoles. Ha combinado la gestión estratégica de medios y su transformación digital con un desarrollo periodístico centrado en la defensa de los derechos humanos, la libertad de información y el feminismo. Desde el otoño de 2024, ocupa el cargo de vicepresidenta de Desarrollo Sectorial en el Club Abierto de Editores (CLABE), la asociación con el mayor número de editores de prensa en España.  En marzo de 2025, se incorporó a Infolibre como directora después de haber dirigido el diario Público desde diciembre de 2019.

## Trayectoria
En 1996, se licenció en Ciencias de la Información por la Universidad Complutense de Madrid (UCM). Inició su trayectoria profesional en el periódico La Voz de Galicia, la emisora Radio Voz y la Agencia EFE de noticias. Posteriormente, entre 1996 y 2000, trabajó en el diario económico Cinco Días como redactora en Especiales y en la sección de Bolsa y mercados. En 2000, se unió al equipo fundador de 20 Minutos, el primer diario gratuito en España, donde ejerció como redactora y, posteriormente, como jefa de la sección de cultura. Entre 2006 y 2008, fue redactora jefa de participación y, ese mismo año, pasó a ocupar el cargo de directora adjunta de la edición digital del medio. Desde 2012 hasta mediados de 2015, asumió la vicedirección del Grupo 20 Minutos, donde cogestionó las distintas publicaciones y lideró la transformación digital del área editorial.
En 2014, asumió la presidencia de la Plataforma en Defensa de la Libertad de Información (PDLI), una coalición creada en España para la defensa de las libertades de expresión e información en la sociedad civil, cargo que ocupó hasta 2023. Entre julio de 2015 y julio de 2016, fue adjunta al director del diario El Mundo y responsable de su área digital bajo la dirección de David Jiménez García.  En abril de 2016, se convirtió en la primera mujer española y de habla hispana en formar parte de la Junta Ejecutiva del International Press Institute (IPI), organización en la que desempeñó el cargo de vicepresidenta hasta el otoño de 2022.
En octubre de 2016, se unió al diario Público como adjunta a la dirección tras el nombramiento de Ana Pardo de Vera como directora. A partir de enero de 2018, pasó a desempeñar el cargo de codirectora. En diciembre de 2019, asumió en solitario la dirección de Público, cargo que ocupó hasta marzo de 2025, periodo en el que recibió diversos premios y reconocimientos. En marzo de 2025, se incorporó a Infolibre como directora.
En abril de 2018, publicó en Público el artículo La no violación tras conocerse la sentencia del caso de La Manada de Pamplona. Este texto inspiró a la periodista, activista y escritora Cristina Fallarás a impulsar en redes sociales el movimiento #Cuéntalo en la red social Twitter, una iniciativa que visibilizó millones de testimonios de violencia machista en el mundo hispanohablante, con paralelismos al Me Too de 2006. Ese mismo año, lideró la implementación en Público de la herramienta Transparent Journalism Tool (T J Tool), diseñada para garantizar la transparencia y trazabilidad de las informaciones, permitiendo a los lectores conocer el proceso de elaboración de cada noticia. Esta iniciativa recibió varios premios nacionales e internacionales en reconocimiento a la innovación periodística.
En junio de 2019 se dio de baja de la Asociación de la Prensa de Madrid, después de haber sido socia durante 18 años, y publicó la exposición de motivos en el diario Público.
Desde el otoño de 2024, ocupa el cargo de vicepresidenta de Desarrollo Sectorial en el Club Abierto de Editores (CLABE), la asociación con el mayor número de editores de prensa en España.

## Premios y reconocimientos
Virginia Pérez Alonso ha sido reconocida en múltiples ocasiones por su labor en el ámbito del periodismo y la innovación en los medios de comunicación. En 2012, recibió el Premio iRedes, que destacó su papel como representante de una nueva generación de directivos de medios que han comprendido la transformación cultural necesaria en las redacciones. Fue seleccionada en 2014 y 2018 entre las Top 100 Mujeres Líderes de España, un reconocimiento que distingue a mujeres influyentes en distintos ámbitos profesionales.
En 2017, la Unió de Periodistes Valencians le otorgó el Premio Libertad de Expresión por su labor a través de la Plataforma en Defensa de la Libertad de Información (PDLI), de la que fue presidenta hasta 2023. Su compromiso con la transparencia y la innovación en el periodismo fue reconocido en 2019 con dos premios: el Premio News Awards a la Innovación Digital Internacional del Año, por la creación de la herramienta TJ Tool (Transparent Journalism Tool), y el Premio de la Asociación Española de Editoriales de Publicaciones Periódicas (AEEPP) a la Innovación del Año, por su contribución a la creación, distribución y gestión de contenidos.
En 2021, recibió el Premio Internacional de Periodismo de la Asociación de Periodistas y Escritores Árabes, que valoró el compromiso de Público con la defensa de los derechos humanos y la justicia internacional.
En 2023, fue galardonada con el Premio Ateneo Republicano de Rivas, que destacó su ejercicio de una información veraz y el compromiso de Público con el modelo republicano y sus valores. Ese mismo año, la asociación de mujeres artistas y feministas Blanco, Negro y Magenta otorgó a Público el reconocimiento como Mejor Medio de Comunicación.